# End-of-file
End-of-file, (engelska: end of file), vanligtvis förkortat EOF, är inom datateknik ett tillstånd i operativsystemet för datorer när inga fler data kan läsas från en källa. Källan för data kallas vanligtvis fil eller ström; det senare när det rör sig om en kontinuerlig mängd data utan definierat slut.